# Lakuntza
Lakuntza (spanyolul: Lacunza) település Spanyolországban, Navarra autonóm közösségben. Lakuntza Arruazu, Uharte-Arakil és Arbizu községekkel határos. Lakosainak száma 1325 fő (2024).

## Népesség
A település népessége az elmúlt években az alábbi módon változott:
| Lakosok száma | 1002 | 1091 | 1130 | 1205 | 1252 | 1262 | 1262 | 1279 | 1283 | 1325 |
|               | 2001 | 2004 | 2007 | 2009 | 2012 | 2014 | 2017 | 2019 | 2022 | 2024 |